# Menexenos (Platon)

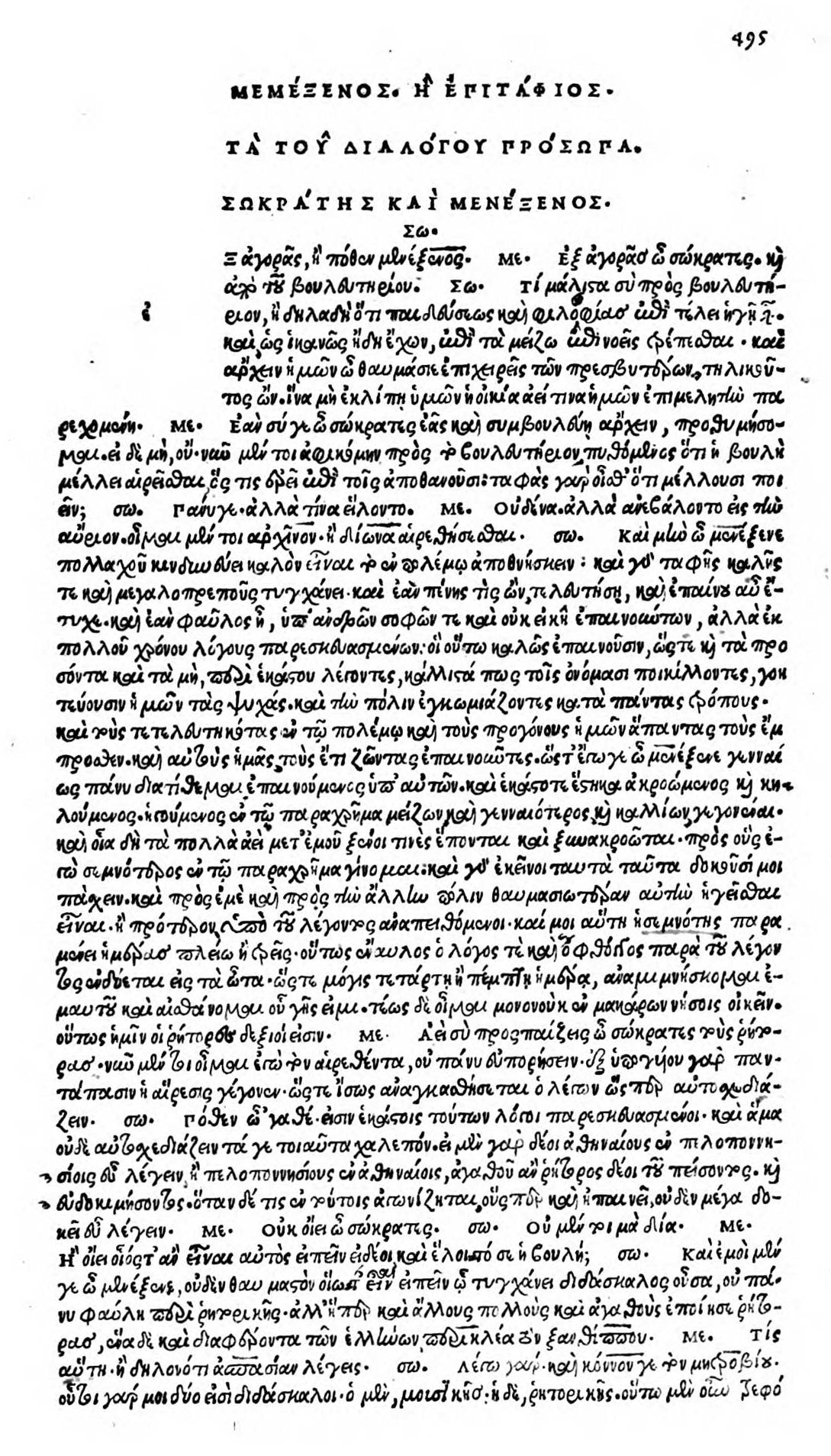
Der Anfang des Menexenos in der Erstausgabe, Venedig 1513

Der Menexenos (altgriechisch Μενέξενος Menéxenos) ist ein in Dialogform verfasstes Werk des griechischen Philosophen Platon. Den Inhalt bildet ein fiktives, literarisch gestaltetes Gespräch zwischen Platons Lehrer Sokrates und dessen Schüler Menexenos, einem jungen Athener von vornehmer Abstammung. Ihr Thema ist nicht philosophisch, sondern politisch: Kritisch beleuchten sie manipulative Aspekte des athenischen Politikbetriebs.
Der ehrgeizige Menexenos will Politiker werden und in Athen Regierungsmacht ausüben. Dazu ist in der Attischen Demokratie vor allem ein imponierendes Auftreten als öffentlicher Redner erforderlich. Sokrates steht jedoch der Redekunst und insbesondere den Lobreden, die auf Ausnutzung der Eitelkeit basieren, sehr skeptisch gegenüber. Er hält die Rhetorik für eine Manipulationstechnik und beschreibt sie mit drastischer Ironie als Schwindel. Nach seinen Worten verdankt er seine Sachkenntnis auf diesem Gebiet Aspasia, der Lebensgefährtin des berühmten Staatsmanns und glänzenden Redners Perikles. Um zu zeigen, wie leicht man mit schönen Worten wirkungsvoll auftreten kann, trägt er eine Lobrede auf die Heimat und die gefallenen Krieger vor, wobei er behauptet, Aspasia sei die Verfasserin. Letzteres glaubt ihm Menexenos allerdings nicht. Abschließend stellt Sokrates seinem Schüler weitere derartige Staatsreden in Aussicht.

## Ort, Zeit und Teilnehmer

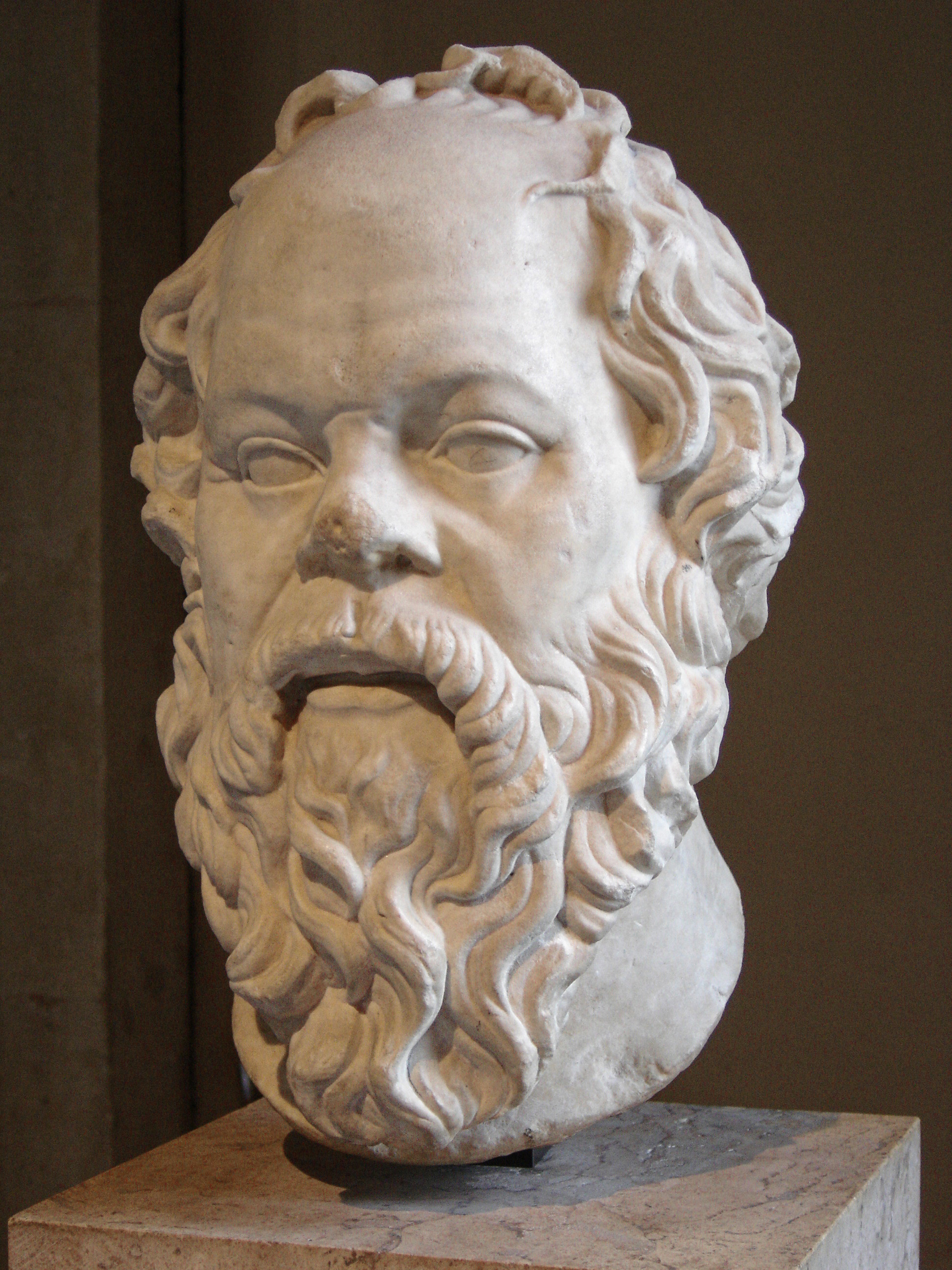
Sokrates (römische Büste, 1. Jahrhundert, Louvre, Paris)

Das Gespräch spielt sich in Athen an einem öffentlichen Ort ab, wohl auf der Straße oder auf einem Platz. Eine Datierung der fiktiven Handlung ist nicht möglich, da die chronologischen Angaben widersprüchlich sind. Allerdings meint Debra Nails, die ein chronologisch unstimmiges Textstück für unecht hält und als Interpolation aus dem Text entfernen möchte, die Handlung falle in den Winter 401/400 v. Chr.
An dem Dialog sind nur Sokrates und Menexenos beteiligt. Ihre Begegnung ist frei erfunden, und Menexenos ist außerhalb von Platons Werken nirgends bezeugt, doch wird in der Forschung nicht bezweifelt, dass er eine historische Person ist. Platon lässt ihn auch in seinem Dialog Lysis auftreten. Im Lysis ist er noch ein Knabe, im Dialog Phaidon wird er unter den beim Tod des Sokrates Anwesenden erwähnt. In dem nach ihm benannten Dialog ist er ein Jüngling aus einer traditionell einflussreichen Familie, der vor seinem Eintritt ins öffentliche Leben steht und sich einen politischen Aufstieg erhofft. Der historische Menexenos war möglicherweise mit Sokrates verwandt; dafür spricht, dass Sokrates einem seiner drei Söhne den seltenen Namen Menexenos gegeben hat.
Platons Dialogfigur Sokrates ist eine literarische Gestalt. Inwieweit seine Ansichten mit denen des historischen Sokrates übereinstimmen, ist schwer zu ermitteln und in der Forschung stark umstritten. Im Gespräch mit Menexenos ist sein Auftreten von einem spielerischen, bisweilen komödienhaften Ton geprägt.

## Inhalt

### Das Einleitungsgespräch
Sokrates ist in der Stadt unterwegs und trifft zufällig seinen Schüler Menexenos, der gerade von der Agora – dem Markt- und Versammlungsplatz – kommt, wo er einer Ratsversammlung beigewohnt hat. Sogleich beginnt Sokrates den jungen Mann zu necken: Menexenos sei wohl bei einem solchen politischen Anlass anzutreffen, weil er nun nach dem Abschluss seiner Schulbildung glaube, er habe ausgelernt und sei jetzt berufen, über die ältere Generation zu herrschen, wie es einer Tradition seiner Familie entspreche. Menexenos gibt seinen politischen Ehrgeiz zu, er strebt ein Regierungsamt an, will aber diesen Weg nur mit dem Einverständnis des Sokrates einschlagen. Er erzählt, dass er in der Ratsversammlung war, weil er erfahren wollte, wem die Aufgabe übertragen wird, die öffentliche Rede bei der Leichenfeier zu Ehren der im Kampf gefallenen Athener zu halten. Damit gibt er sein großes Interesse an Staatsreden zu erkennen.
Sokrates reagiert ironisch mit spöttischen Bemerkungen über die enkomiastische Rhetorik, das Lobredewesen. Er stellt den Tod auf dem Schlachtfeld als Glücksfall dar: Es muss etwas Schönes sein, so zu sterben, denn dann bekommt man auch als Armer ein prunkvolles Staatsbegräbnis. Dabei wird man – auch wenn man zu Lebzeiten ein Taugenichts war – von einem vorzüglichen Rhetor in einer mitreißenden Grabrede verherrlicht. Ein solcher Redner weiß, wie man eine Versammlung bezaubert. Er preist nicht nur den Staat, die Gefallenen und die Vorfahren, sondern die Athener insgesamt, bezieht also sein Publikum in das Lob ein. So vermittelt er den Bürgern das erhebende Gefühl einer besonderen Erhabenheit ihrer Stadt und einer Würde, die auch ihnen selbst zukommt aufgrund der bloßen Tatsache, dass sie Athener sind. Den Zuhörern erscheint dann die ganze Stadt wundervoller als zuvor und sie selbst kommen sich größer und edler vor. Auch in den Augen auswärtiger Gäste gewinnen sie als Bürger einer so vortrefflichen Stadt an Statur. Da man somit als Athener ein bedeutender Mensch ist, stellt sich ein entsprechendes Selbstbewusstsein ein. Er selbst, erzählt Sokrates ironisch, genießt nach einer solchen Rede eine noch tagelang anhaltende Euphorie. Er glaubt dann auf den paradiesischen Inseln der Seligen zu leben, bis ihn der Alltag wieder einholt.
Menexenos kennt schon die Gewohnheit des Sokrates, über die Redner zu spotten. Er weist aber darauf hin, dass diesmal auf den vom Rat ausgesuchten Rhetor eine besondere Herausforderung zukomme, da ihm nur wenig Zeit zur Vorbereitung bleibe. Dagegen wendet Sokrates ein, jeder Rhetor habe für solche Anlässe vorbereitete Reden zur Verfügung, und sogar wenn man improvisieren müsste, wäre das nicht schwierig. Nur wenn die Vorzüge von Ausländern darzustellen wären, würde ein guter Redner benötigt; wenn das Lob den Anwesenden selbst gelte, sei es leicht, ihren Beifall zu finden. Daraufhin will Menexenos wissen, ob Sokrates sich selbst zutrauen würde, diese Aufgabe zu meistern, falls der Rat sie ihm übertrüge. Sokrates bejaht das mit großer Sicherheit: Er habe die Redekunst bei Aspasia gelernt, der Lebensgefährtin des Staatsmanns Perikles, des besten Redners von ganz Griechenland. Auch Perikles verdanke seine rhetorische Überzeugungskraft dem Unterricht, den Aspasia ihm erteilt habe. Außerdem sei eine erstklassige Ausbildung für eine erfolgreiche Lobrede nicht einmal nötig; auch als Schüler eines weniger bedeutenden Rhetoriklehrers könne man das Publikum beeindrucken, wenn man vor Athenern die Athener lobe. Aspasia habe ihm am Vortag aus dem Stegreif ein Beispiel einer Gefallenenrede vorgetragen. Das dabei verwendete Material habe sie wohl schon zusammengestellt, als sie die Gefallenenrede des Perikles geschrieben habe. Mit dieser beiläufigen, abschätzigen Bemerkung macht Sokrates Aspasia zur wahren Urheberin einer der bekanntesten rhetorischen Leistungen der Antike. Auf Bitten des Menexenos erklärt er sich bereit, Aspasias Ausführungen aus der Erinnerung wiederzugeben.

### Die Rede

#### Die Vortrefflichkeit Attikas
Das Staatsbegräbnis ehrt die Gefallenen durch die Tat, doch auch durch das Wort soll ihnen die gebührende Ehrerbietung erwiesen werden. Dreierlei ist zu rühmen: ihre Abstammung, ihre Erziehung und die ihrer Herkunft würdigen Großtaten, die sie vollbracht haben. Was die Abstammung betrifft, zeichnen sie sich durch Wohlgeborenheit aus, denn sie sind nicht Nachkommen eingewanderter Fremder, sondern ihre Vorfahren waren die Ureinwohner Attikas, der Heimatregion der Athener. Daher ist Attikas Erde ihre Mutter, in deren Schoß sie nun nach dem Tode wieder ruhen. Dieses Mutterland verdient es, nicht nur von seinen Bewohnern, sondern von allen Menschen gepriesen zu werden. Es ist ein von den Göttern geliebtes Land. Während alle anderen Regionen der Welt wilde Tiere hervorgebracht haben, sind in Attika solche Tiere niemals heimisch gewesen; der Mensch hingegen, das einzige Vernunftwesen, ist ein Kind dieses Landes, hier ist der Ursprung der Menschheit. Daher zeichnet sich Attika auch dadurch aus, dass es als erstes Land Weizen und Gerste erzeugt hat, denn dies sind die besten Nahrungsmittel für den Menschen. So hat die attische Erde für ihre Kinder gesorgt; außerdem hat sie ihnen zur Erquickung den Ölbaum geschenkt.

#### Die athenische Staatsordnung
Dank göttlicher Unterweisung haben die Athener von Anfang an die aristokratische Staatsordnung gehabt, die bei ihnen noch immer besteht. Die Verfassung Athens wird zwar von manchen als demokratisch bezeichnet, denn die Entscheidungsbefugnis liegt hauptsächlich beim Volk, doch in Wirklichkeit ist sie aristokratisch in dem Sinne, dass die Tüchtigsten im Einvernehmen mit dem Volk regieren (Aristokratie heißt wörtlich „Herrschaft der Besten“). Das Volk vertraut die Führungsämter den Bürgern an, die es für die besten hält. Dabei wird niemand – wie in anderen Staaten – wegen eines körperlichen Mangels oder wegen Armut oder niedriger Herkunft diskriminiert; was zählt, ist allein die Qualifikation. Nur an diejenigen, die im Ruf der Weisheit und Tüchtigkeit stehen, werden Ämter vergeben. Es gibt keine willkürliche Machtausübung, keine Schichtung in Herrschende und Beherrschte, sondern alle Bürger sind vor dem Gesetz gleich, denn sie sind alle von gleicher Abstammung und daher Geschwister. Athener wachsen in aller Freiheit auf und ordnen sich nur denen unter, die wegen Tugend und Einsicht als herausragend gelten.

#### Die Athener als heldenhafte Vorkämpfer der Freiheit
Ein Hauptmerkmal der athenischen Geschichte ist, dass die Athener von Anfang an – schon in der mythischen Frühzeit – stets als Vorkämpfer der Freiheit aufgetreten sind. Aus der jüngeren Vergangenheit sind zunächst ihre Leistungen in den Perserkriegen hervorzuheben. Der Perserkönig Dareios I. entsandte eine Flotte von dreihundert Kriegsschiffen und ein Heer von fünfhunderttausend Mann, um Eretria und Athen zu unterwerfen. Zunächst wurde Eretria erobert und die gesamte Bevölkerung in die Gefangenschaft weggeführt. Die anderen Griechen waren so eingeschüchtert, dass niemand außer den Spartanern es wagte, den Athenern zu Hilfe zu eilen, und die Spartaner trafen zu spät ein. So kam es, dass die Athener allein den entscheidenden Sieg bei Marathon (490 v. Chr.) erkämpften. Dieser Erfolg wurde zum Wendepunkt, denn von da an schreckten die Griechen nicht mehr davor zurück, sich den Persern im Kampf zu stellen. In den Seeschlachten bei Salamis und Artemision (480 v. Chr.) zeigten die Athener, dass sie der Übermacht der Perser nicht nur zu Lande, sondern auch zur See überlegen waren. Der Sieg in der Schlacht von Plataiai (479 v. Chr.), in der Athener und Spartaner gemeinsam kämpften, rundete die Reihe der militärischen Erfolge ab. Später setzte der Seesieg am Eurymedon der Gefahr einer persischen Expansion nach Griechenland ein definitives Ende.
Nach der Abwehr der von den „Barbaren“ (Nichtgriechen) drohenden Gefahr brachen Kriege unter den Griechen aus, da Athens Führungsrolle von neidischen Mächten mit Missgunst betrachtet wurde und sogar Hass hervorrief. So wurden die Athener gegen ihren Willen in innergriechische Konflikte verwickelt. Dabei traten sie wiederum für die Freiheit ein, diesmal im Kampf gegen griechische Unterjochung von Griechen. Zunächst halfen sie Boiotiern, die von Sparta und Theben bedrängt wurden. Für ihre boiotischen Verbündeten kämpften sie in den Schlachten von Tanagra und Oinophyta (457 v. Chr.). Auch diesen Krieg gewann Athen. Im „Archidamischen Krieg“ (431–421 v. Chr.), der ersten Phase des Peloponnesischen Krieges, waren die Athener ebenfalls erfolgreich, obwohl sie allein gegen alle anderen griechischen Mächte kämpfen mussten. Gegenüber den spartanischen Gefangenen zeigten sie sich edelmütig, da sie im Kampf gegen Griechen nur den Sieg, nicht die Vernichtung des Gegners anstrebten. Ein neuer Krieg – gemeint ist die zweite Phase des Peloponnesischen Krieges – brach aus, als die Athener, die ein weiteres Mal als Vorkämpfer der Freiheit agierten, ihre Expedition nach Sizilien unternahmen, um den bedrängten Leontinern gegen Syrakus beizustehen (415–413 v. Chr.). Dabei erlitten sie eine Niederlage, fanden aber sogar bei den Feinden Anerkennung für ihre Besonnenheit und Tapferkeit. Schließlich verbündeten sich alle übrigen Griechen mit den Persern gegen Athen. Dennoch errangen die Athener, als sie schon bezwungen schienen, in der Schlacht bei den Arginusen (406 v. Chr.) einen glänzenden Sieg. Damit zeigten sie, dass Athen nicht einmal von der gesamten übrigen Menschheit niedergekämpft werden kann. Dass der Peloponnesische Krieg schließlich doch mit einer athenischen Niederlage endete, ist nur auf die Uneinigkeit unter den Athenern zurückzuführen. Nicht von den Feinden sind sie überwunden worden, sondern sie haben sich selbst besiegt.
Danach kam es unter den Athenern zum Bürgerkrieg zwischen Oligarchen und Demokraten (404–403 v. Chr.). Dieser Konflikt konnte aber mit einem vernünftigen, maßvollen Friedensschluss beendet werden, da die Athener sogar im Bürgerkrieg ihre brüderliche Freundschaft untereinander nicht vergaßen. Nicht Bosheit oder Hass hatte zu dem inneren Konflikt geführt, sondern er war nur durch ungünstige Umstände entstanden. Nach der Beendigung der Feindseligkeiten gelang eine völlige Aussöhnung.
Nachdem die Spartaner, die Hauptsieger des Peloponnesischen Krieges, Griechenland ihrer Hegemonie unterworfen hatten, wandten sich die von ihnen unterdrückten Argiver, Boiotier und Korinther an die Athener und baten sie um Hilfe, und sogar der Perserkönig, der sich von der spartanischen Vorherrschaft bedroht sah, setzte seine Hoffnung auf Athen. Wiederum traten die Athener aus Mitleid tatkräftig für die Befreiung der Unterjochten ein; im Korinthischen Krieg (395–387 v. Chr.) kämpften sie erfolgreich gegen die Spartaner. Da sie sich eingedenk ihrer Rolle in den Perserkriegen nicht offiziell mit den persischen „Barbaren“ gegen Griechen verbünden wollten, unterstützten sie den Perserkönig nur indirekt, indem sie es Freiwilligen erlaubten, ihm zu Hilfe zu eilen und ihn zu retten.
Wie seit jeher war es weiterhin das Ziel des Perserkönigs, alle Griechenstädte im Westen Kleinasiens unter seine Herrschaft zu bringen. Zu diesem Zweck wollte er sie von jeder Unterstützung aus Griechenland abschneiden. Er verlangte, dass seine Bundesgenossen in Griechenland ihm in Kleinasien freie Hand ließen. Dazu waren alle gegen Sparta verbündeten griechischen Mächte außer Athen bereit; nur die Athener weigerten sich, die kleinasiatischen Griechen im Stich zu lassen. Diese freiheitliche und solidarische Gesinnung der Athener ist darauf zurückzuführen, dass sie der Abstammung nach reine Griechen sind. Sie haben sich im Gegensatz zu den Bewohnern anderer griechischer Städte nie mit „Barbaren“ vermischt. Schließlich gelang es ihnen, den Krieg mit einem ehrenvollen Frieden zu beenden.

#### Die Aufgaben der Hinterbliebenen
Für die Hinterbliebenen – die Eltern und Kinder der in den letzten Kämpfen Gefallenen – kommt es nun darauf an, sich ihrer Angehörigen, die ruhmreich ihr Leben geopfert haben, würdig zu erweisen und die Tradition athenischer Heldenhaftigkeit fortzusetzen. Hier lässt Sokrates die Gefallenen selbst zu Wort kommen und ihre überlebenden Angehörigen so anreden, wie sie es nach seiner Kenntnis täten, wenn sie könnten. Die Botschaft, die er im Namen der Toten verkündet, lautet: Wer im Sinne der tapferen Gefallenen handeln will, der soll sich in seinem eigenen Leben die Tüchtigkeit oder Tugendhaftigkeit (aretḗ) so gut er kann zu eigen machen. Er soll nach Ruhm streben, darin mit den Vorfahren wetteifern und ihre Leistungen möglichst noch überbieten. Schimpflich ist es, als Nachkomme berühmter Vorfahren von deren Ruhm zu zehren, statt selbst Großtaten zu vollbringen. Die Toten ehrt man nicht, indem man über ihr Hinscheiden jammert, sondern indem man das Unglück tapfer erträgt. Die Stadt sorgt für die materiellen Bedürfnisse der Hinterbliebenen, sie kümmert sich um die Erziehung der Waisen und hält mit alljährlichen Feiern die Erinnerung an ihre ruhmreichen Toten wach.

### Der Abschluss des Gesprächs
Menexenos ist von der Rede stark beeindruckt und zeigt sich erstaunt, dass Aspasia, die er gut kenne, eine solche Leistung zustande gebracht haben soll. Er gibt zu verstehen, dass er ihr das nicht zutraut, sondern glaubt, dass Sokrates ihm einen Bären aufgebunden hat. Gern möchte er künftig noch weitere solche Reden hören. Sokrates stellt ihm das in Aussicht, bittet ihn aber um Verschwiegenheit.

## Echtheitsfrage und Entstehungszeit

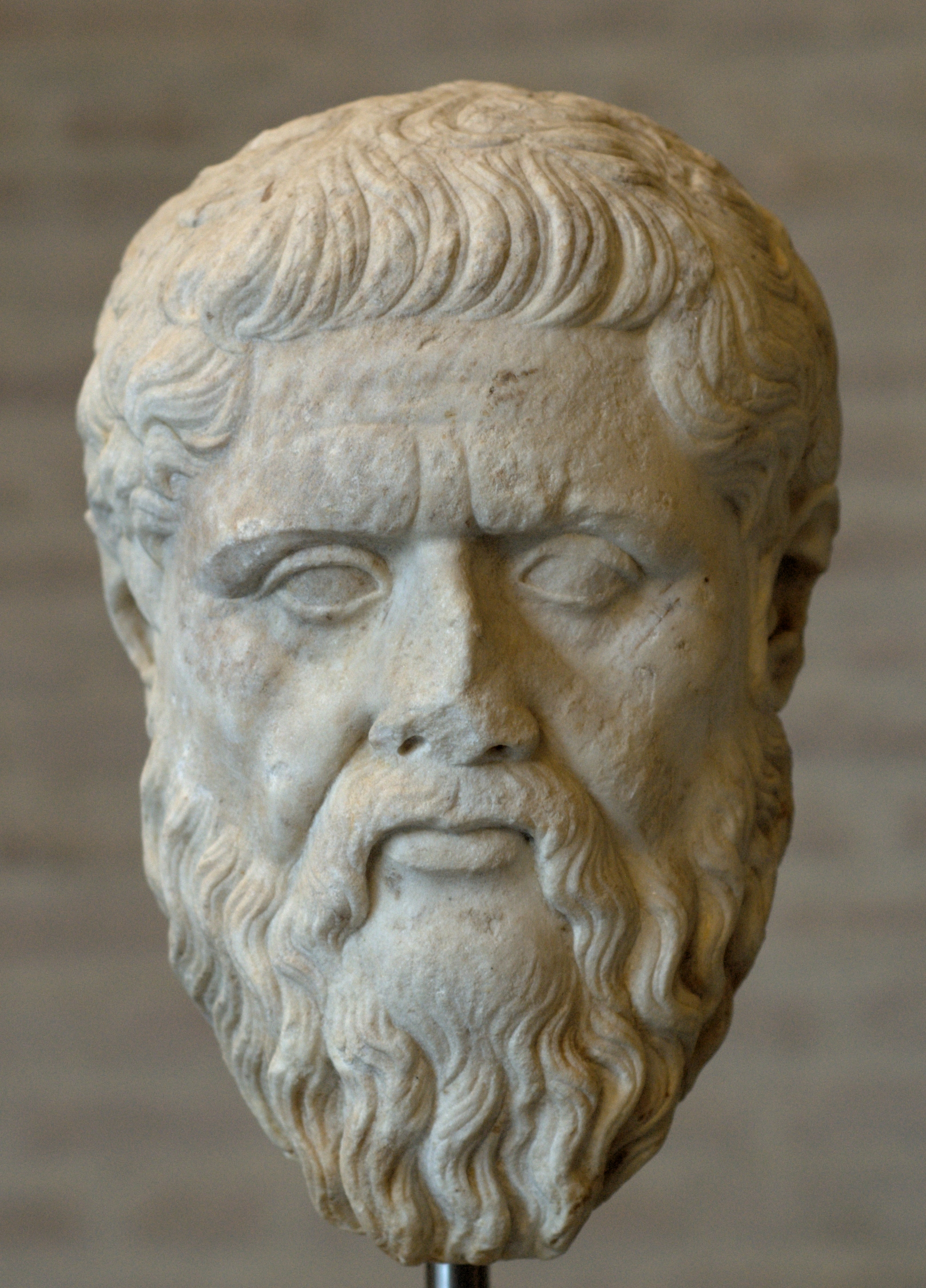
Platon (römische Kopie des griechischen Platonporträts des Silanion, Glyptothek München)

Seit dem 19. Jahrhundert wird in der Forschung die Frage erörtert, ob der Menexenos tatsächlich in seiner Gesamtheit von Platon stammt oder ob zumindest ein Teil des Dialogs unecht ist. Dabei ist insbesondere die Möglichkeit erwogen worden, dass das Rahmengespräch und die Rede verschiedenen Ursprungs sind und erst nachträglich zusammengefügt wurden. Dafür scheint ein krasser Anachronismus zu sprechen, die Erwähnung des Königsfriedens von 386 v. Chr. in einer Rede des bereits 399 v. Chr. hingerichteten Sokrates. Chronologische Unstimmigkeiten kommen in Platons Dialogen öfters vor, aber keine war für die Zeitgenossen so evident wie diese. Eine Erklärung könnte darin bestehen, dass das Rahmengespräch und die Rede von zwei verschiedenen Autoren stammen und die Rede ursprünglich nicht als Bestandteil eines Dialogs konzipiert war und mit Sokrates und Aspasia nichts zu tun hatte. Dann ist der Anachronismus dadurch erklärbar, dass derjenige, der die beiden Teile zu einem Dialog zusammenfügte, die chronologische Unmöglichkeit übersah.
Ein Umstand, der die Zweifel an der Echtheit genährt hat, ist die für einen platonischen Dialog untypische Gestalt des Menexenos: Den weitaus größten Teil macht eine Lobrede aus, also ein literarischer Text einer von Platon abgelehnten und von seinem Sokrates im Rahmengespräch verspotteten Gattung.
Das Hauptargument für die Echtheit ist die Erwähnung bei Aristoteles, der als Schüler Platons gut informiert war. Aristoteles zitierte die Gefallenenrede wiederholt und bezeichnete Sokrates als den Redner. Er kannte somit den Dialog bereits in der heute vorliegenden Form und nahm an dem Anachronismus keinen Anstoß. Zwar nannte er Platon nicht als Verfasser, doch äußerte er auch keinen Zweifel an dessen Autorschaft. Daher geht die neuere Forschung fast einhellig davon aus, dass es sich um ein echtes Werk handelt, wenn auch vereinzelt noch Zweifel vorgebracht werden. Die Analyse von Stil und Wortschatz ergibt keine gravierenden Verdachtsmomente, allerdings auch keine Anzeichen, die eindeutig für Platon als Verfasser sprechen.
Wegen der Erwähnung des Königsfriedens kann der Menexenos nicht vor 386 v. Chr. entstanden sein; manche Forscher glauben, dass Platon ihn in diesem Jahr oder bald darauf geschrieben hat. Einen wichtigen Anhaltspunkt für die Datierung des Dialogs kann sein umstrittenes Verhältnis zur wohl 380 v. Chr. publizierten Festrede Panegyrikos des Isokrates bieten. Einer Forschungshypothese zufolge stellt der Menexenos Platons Reaktion auf den Panegyrikos dar, ist also frühestens 380 geschrieben worden. Andere Forscher meinen, dass der Menexenos zuerst geschrieben wurde und dass Isokrates im Panegyrikos auf ihn Bezug nimmt, woraus sich eine Datierung von Platons Schrift zwischen 386 und 380 ergibt.

## Interpretation
Die „Rede der Aspasia“ zeigt Berührungspunkte, aber keine weitreichenden Übereinstimmungen mit der überlieferten Version der berühmten Gefallenenrede des Perikles, einer Staatsrede zu Ehren der im Peloponnesischen Krieg gefallenen Mitbürger. Was Perikles tatsächlich gesagt hat, ist unbekannt; der Nachwelt liegt seine Rede nur in einer von dem Geschichtsschreiber Thukydides stammenden, literarisch frei gestalteten Fassung vor. Diesen Text hatte Platon im Sinn, als er im Menexenos Aspasia als Verfasserin der Rede des Perikles bezeichnete, und auf ihn nahm er indirekt und kritisch in seinem Dialog Bezug. Im Gegensatz zu Thukydides, der Perikles bewunderte, missbilligte Platon die perikleische Politik, insbesondere die Seemachtpolitik, die er für verhängnisvoll hielt. Daraus ergab sich für ihn ein antagonistisches Verhältnis zu Thukydides und dessen Geschichtsbild.
Eine Reihe von falschen oder zumindest die historische Realität verfälschenden Behauptungen zur athenischen Geschichte in der „Rede der Aspasia“ und die anachronistische Einbeziehung des Korinthischen Krieges haben zu einer Forschungsdiskussion über die Absicht des Autors bei dieser Darstellung der Geschichte seiner Heimatstadt geführt. Platons Sokrates idealisierte Athen als im Grunde trotz der Demokratie „aristokratischen“ Staat, in dem nach dem Volkswillen eine Elite regierte und nur die Tüchtigkeit zählte. Nach seiner Schilderung wählten die Athener ihre Amtsträger stets nach vernünftigen Kriterien und trafen ihre außenpolitischen Entscheidungen aus edlen, oft selbstlosen Motiven. Dieses Bild kontrastiert mit der aus anderen Werken Platons bekannten sehr distanzierten Haltung des Philosophen gegenüber der athenischen Verfassung und dem demokratischen Politikbetrieb.
Rhetorische Übersteigerungen in der Rede, die drastische Ironie im Rahmengespräch und die historischen Unstimmigkeiten lassen erkennen, dass die Schrift zumindest teilweise als Parodie des literarischen Genres der Grabrede – insbesondere der Rede des Perikles bei Thukydides – konzipiert ist. Wie oft bei Platon liegt hier eine Mischung von Ernst und Scherz vor. Die Unterscheidung und Gewichtung der ernsthaften und der ironischen Aspekte ist in der Forschung umstritten. Eine verzerrte Darstellung historischer und politischer Sachverhalte war zu Platons Zeit üblich und konnte der diesbezüglich unkritischen Öffentlichkeit zugemutet werden, insbesondere wenn sie dem Ruhm der eigenen Stadt diente. Im Menexenos ist sie aber vor dem Hintergrund der „Ironiesignale“ im Rahmengespräch zu beurteilen. Sicher ist jedenfalls, dass Platon die athenischen Verhältnisse und die politische Reife seiner Mitbürger weit ungünstiger beurteilt hat als sein Sokrates im Menexenos. Offensichtlich ist auch, dass der Dialog dem Leser die Fragwürdigkeit schmeichlerischer Rhetorik vor Augen führen soll. Erhellend sind Platons Hinweise auf die Vorgehensweise der Redenschreiber, die sich an gängigen Rezepten und Mustern orientierten und nach Bedarf vorhandene Versatzstücke kombinierten. Dabei war der Bezug zum jeweiligen konkreten Anlass der Rede und damit der Wahrheitsgehalt unwesentlich. In diesen Zusammenhang gehört auch, dass Platons Sokrates in der „Rede der Aspasia“ den mythischen Götterstreit zwischen Athene und Poseidon um Attika als Tatsache anführt, um die Liebe der Götter zu dieser Landschaft zu beweisen. Ein solcher Streit ist jedoch nach Platons Überzeugung in Wirklichkeit unmöglich. Wie aus anderen Dialogen ersichtlich ist, hielt er die mythischen Erzählungen über miteinander streitende Götter für gotteslästerliche Lügen. Somit ist klar, dass seine Auffassung keineswegs mit der Darstellung in der „Rede der Aspasia“ übereinstimmt. Vielmehr ist der – in Lobreden auf Athen gängige – Hinweis auf den Götterstreit um Attika aus Platons Sicht ein Beispiel für die rhetorische Schmeichelei ohne Wahrheitsgehalt, die im Menexenos angeprangert wird.
Der Anachronismus der Behandlung des Korinthischen Krieges erscheint manchen Forschern unerklärlich, andere sehen darin einen gewollten Verfremdungseffekt, der auf den unernsten Aspekt des parodistischen Werks hinweisen soll. Debra Nails und Jules Labarbe halten das Textstück, das von den Vorgängen nach Sokrates’ Tod handelt, für einen nicht von Platon stammenden Einschub.
Eine besondere Ironie liegt darin, dass Aspasia, die angebliche Verfasserin der extrem patriotischen Rede, Ausländerin war. Sie stammte aus Milet und wurde in Athen mit Misstrauen betrachtet und stark angefeindet, was unter anderem mit ihrer Herkunft zusammenhing. Ihr Status als suspekte Ausländerin kontrastiert scharf mit dem Inhalt der Rede, in der die Einzigartigkeit Attikas als Mutterland einer ethnisch homogenen und deswegen besonders edlen Bevölkerung gepriesen wird.

## Rezeption

### Antike und Mittelalter
Eine Reihe von Erwähnungen und Zitaten bezeugen die Bekanntheit des Menexenos in der Antike. Möglicherweise hat schon Platons Zeitgenosse Isokrates in seiner programmatischen Festrede Panegyrikos indirekt auf den Dialog reagiert. Der älteste eindeutige Beleg für Rezeption des Menexenos findet sich in der Rhetorik des Aristoteles, der eine Stelle aus dem Einleitungsgespräch zweimal zitierte – offenbar aus dem Gedächtnis – und als Quelle „Sokrates in der Grabrede“ angab. Die unernsten Aspekte der Rede wurden anscheinend von der antiken Nachwelt nicht erkannt.
Cicero zitierte den Menexenos in seinen Werken De officiis und Tusculanae disputationes. Er berichtete in seiner 46 v. Chr. verfassten Schrift Orator, noch zu seiner Zeit sei Platons Grabrede in Athen alljährlich in einer Volksversammlung anlässlich einer Feier zu Ehren der Gefallenen vorgetragen worden.
In der Tetralogienordnung der Werke Platons, die anscheinend im 1. Jahrhundert v. Chr. eingeführt wurde, gehört der Menexenos zur siebten Tetralogie. Der Philosophiegeschichtsschreiber Diogenes Laertios zählte ihn zu den „ethischen“ Schriften und gab als Alternativtitel „Grabrede“ an. Dabei berief er sich auf eine heute verlorene Schrift des Mittelplatonikers Thrasyllos.
Im 2. Jahrhundert führte der Rhetor Aelius Aristides in seiner Verteidigung der Rhetorik den Menexenos an, dem er uneingeschränktes Lob spendete: Hier habe Platon, der profilierte Kritiker der Redekunst, selbst eine vorzügliche Rede geschrieben und damit die Berechtigung der Rhetorik anerkannt.
Der antiphilosophisch gesinnte Gelehrte Athenaios nannte in seiner Polemik gegen Platon den Menexenos unter den Werken, in denen der Philosoph, der „gegenüber allen Menschen missgünstig“ gewesen sei, üble Nachrede betrieben habe.
Oft wurde auf den Zusammenhang zwischen der Rede im Menexenos und der Gefallenenrede des Perikles bei Thukydides hingewiesen. Man nahm an, Platon habe mit Thukydides rivalisieren wollen, und es wurde sogar behauptet, er habe den Menexenos eigens zu dem Zweck verfasst, den berühmten Geschichtsschreiber zu kritisieren und zu übertrumpfen. Der Rhetor und Literaturkritiker Dionysios von Halikarnassos, der die Rede im Menexenos für das unter rhetorischem Gesichtspunkt gelungenste Werk Platons hielt, sah darin einen Versuch, Thukydides nachzuahmen. Dionysios analysierte die literarische Qualität von Platons Gefallenenrede gründlich und kritisch. Er stufte sie als zweitrangige Leistung ein, da er meinte, sie weise zahlreiche stilistische Mängel auf. Eingehend verglich er zwei lange Passagen aus der Rede im Menexenos und aus der „Kranzrede“ des Demosthenes, wobei er die Texte wörtlich wiedergab. Aus seiner Sicht ließ der Vergleich unzweifelhaft die rhetorische Überlegenheit des Demosthenes erkennen. Allerdings hielt er Platon für einen Autor mit beträchtlichen rednerischen Fähigkeiten und wies ihm und Isokrates den zweiten Rang nach Demosthenes zu. Den Beginn der Rede im Menexenos lobte er sehr wegen des schönen Klangs und vorzüglichen Satzrhythmus.
Aus Angaben des einflussreichen spätantiken Neuplatonikers Proklos geht hervor, dass manche Platon-Kommentatoren, die Proklos nicht namentlich nennt, die Thukydides-Nachahmung und das Rivalitätsverhältnis zu dem Geschichtsschreiber einräumten, aber darin nichts Tadelnswertes fanden. Sie meinten, Platon habe mit seinem Werk die Ausführungen bei Thukydides verbessert und ergänzt. Es sei ihm gelungen, das Vorbild zu übertreffen, sowohl mit einem besseren Aufbau und einer klareren Ausdrucksweise als auch hinsichtlich der Qualität der Argumentation. Der Verfasser der anonym überlieferten spätantiken „Prolegomena zur Philosophie Platons“ hingegen bestritt die Rivalität. Er betonte, Platon habe niemals einen Dialog in der Absicht geschrieben, auf eine fremde Schrift zu reagieren und deren Autor zu widersprechen. Es sei falsch, den Menexenos als Antwort Platons auf die von Thukydides verfasste Rede zu deuten und dem Philosophen zu unterstellen, er habe mit dem Geschichtsschreiber konkurrieren wollen. Der spätantike Philosoph und Schriftsteller Synesios von Kyrene war der Ansicht, die Gefallenenrede des Thukydides sei nach anderen Kriterien zu beurteilen als diejenige Platons. Jede der beiden Reden sei, wenn sie unter dem für sie maßgeblichen Gesichtspunkt betrachtet werde, der anderen weit überlegen.
Es sind keine antiken Textzeugen erhalten geblieben. In den ältesten mittelalterlichen Platon-Handschriften, die im 9. Jahrhundert entstanden sind und Sammlungen der Werke des Philosophen unvollständig überliefern, fehlt der Menexenos. Erst um die Mitte des 10. Jahrhunderts ist die älteste erhaltene Menexenos-Handschrift, die heute als Codex T bezeichnet wird, geschrieben worden. Im Umfeld des spätmittelalterlichen Platonikers Georgios Gemistos Plethon († 1452) wurde die „Rede der Aspasia“ als Dokument eines antiken griechischen Patriotismus geschätzt. Bei den lateinischsprachigen Gelehrten des Westens war der Dialog im Mittelalter unbekannt.

### Frühe Neuzeit
Im Westen wurde der Menexenos im Zeitalter des Renaissance-Humanismus wiederentdeckt. Die erste lateinische Übersetzung erstellte der italienische Humanist Marsilio Ficino. Er veröffentlichte sie 1484 in Florenz in der Gesamtausgabe seiner Platon-Übersetzungen.
Die Erstausgabe des griechischen Textes erschien im September 1513 in Venedig bei Aldo Manuzio im Rahmen der von Markos Musuros herausgegebenen Gesamtausgabe der Werke Platons.

### Moderne
Im 19. und 20. Jahrhundert war die Untersuchung des Menexenos weitgehend eine Domäne der Altertumswissenschaftler; erst gegen Ende des 20. Jahrhunderts hat der Dialog auch in der Politikwissenschaft größere Beachtung gefunden.
Die modernen Urteile über die literarische Qualität und den philosophischen Gehalt sind großenteils negativ ausgefallen. Einer der Gründe dafür ist – wie Ronald B. Levinson feststellt –, dass eine so extreme gegenseitige Durchdringung von Scherz und Ernst den Geschmack moderner Leser nicht trifft. Verbreitet ist die u. a. von Alfred Edward Taylor und Charles H. Kahn vertretene Einschätzung, dass der Menexenos Platons rätselhaftestes Werk ist; Paul Friedländer nannte ihn „die verwirrendste Schrift Platons“, die „unter seinen vielen Sokratesbildern das paradoxeste“ zeichne. Schon 1809 stellte der Platon-Übersetzer Friedrich Schleiermacher in der Einleitung zur ersten Auflage seiner Übersetzung des Menexenos fest, der Zweck des Dialogs sei rätselhaft und die Einleitung ganz missglückt und möglicherweise unecht. Friedrich Nietzsche meinte, es sei „kein Grund zu erkennen, wozu der Philosoph ein solches Stück hätte verfassen sollen“; dies spreche gegen die Echtheit. Der renommierte Philologe und Platon-Kenner Ulrich von Wilamowitz-Moellendorff hielt  anfänglich wie viele seiner Zeitgenossen das Werk für unecht, änderte aber später seine Meinung. Er urteilte, die Schrift enthalte zwar Geistreiches und Witziges, behalte aber etwas Zwiespältiges und daher Unbefriedigendes; sie fordere den Vergleich mit Thukydides heraus, den sie aber nicht vertrage. Der direkt an die Hinterbliebenen gerichtete Teil der Rede sei „auffallend kühl und konventionell“. Karl Praechter und Franz von Kutschera sprachen der Schrift einen philosophischen Ertrag rundweg ab. Zu den Philosophiehistorikern, die den Dialog als unbedeutend einstuften, zählte auch William K. C. Guthrie.
Karl Popper betonte die antidemokratische Stoßrichtung des Werks. Er sah die von Thukydides überlieferte Fassung der Gefallenenrede des Perikles als „praktisch authentisch“ an. Als Gegner der athenischen Demokratie habe Platon dem Programm der Demokraten, das Perikles in seiner Rede formuliert habe, mit der „unverhüllten Parodie“ im Menexenos eine Karikatur entgegensetzen wollen.
Für Olof Gigon ist der Menexenos unter allen als echt geltenden Dialogen derjenige, der „in Aufbau und Gehalt dem eigentlichen Platon am fernsten steht“. Die Rede sei zwar schön und würdig, aber nicht überragend, und der sie einschließende dialogische Rahmen sei „mehr als dürftig“. Ein philosophischer Ertrag fehle gänzlich.
Daneben sind auch sehr positive Urteile gefällt worden. Charles H. Kahn meinte, Platons Gefallenenrede sei den Reden bei Thukydides ebenbürtig und vielleicht das beste Erzeugnis der griechischen Redekunst vor Demosthenes. Robert Clavaud kam in seiner 1980 veröffentlichten gründlichen Untersuchung des Dialogs zu einer positiven Einschätzung der literarischen Qualität, die er eingehend begründete. Er würdigte die Fülle der im Menexenos eingesetzten Stilmittel und der teils nur für Kenner von Platons Denken verständlichen ironischen Effekte. Der Dialog sei nicht für ein breites Publikum geschrieben, sondern für Leser, die seine Feinheiten verstehen könnten. Lucinda Coventry sah im Menexenos eine reichhaltige Bestandsaufnahme der Schattenseiten der damaligen rhetorischen Praxis.

## Ausgaben und Übersetzungen
- David Sansone (Hrsg.): Plato, Menexenus. (Cambridge Greek and Latin classics). Cambridge University Press, Cambridge 2020. – Rezension von Geoff Bakewell, Bryn Mawr Classical Review 2023.04.31
- Stavros Tsitsiridis: Platons Menexenos. Einleitung, Text und Kommentar (= Beiträge zur Altertumskunde, Bd. 107). Teubner, Stuttgart/Leipzig 1998, ISBN 3-519-07656-X (kritische Edition mit ausführlichem Kommentar).
- Otto Apelt (Übersetzer): Platons Dialoge Charmides, Lysis, Menexenos. In: Otto Apelt (Hrsg.): Platon: Sämtliche Dialoge, Bd. 3, Meiner, Hamburg 2004, ISBN 3-7873-1156-4 (Übersetzung mit Einleitung und Erläuterungen; Nachdruck der 2., durchgesehenen Auflage, Leipzig 1922).
- Vera Binder u. a. (Hrsg.): Epitaphien. Tod, Totenrede, Rhetorik. Auswahl, Übersetzung und Kommentar. Leidorf, Rahden 2007, ISBN 978-3-86757-182-1, S. 92–141 (griechischer Text ohne kritischen Apparat mit Übersetzung von Binder).
- Gunther Eigler (Hrsg.): Platon: Werke in acht Bänden, Band 2, 5. Auflage, Wissenschaftliche Buchgesellschaft, Darmstadt 2005, ISBN 3-534-19095-5, S. 221–267 (Abdruck der kritischen Ausgabe von Louis Méridier, 4. Auflage, Paris 1964, mit der deutschen Übersetzung von Friedrich Schleiermacher, 2., verbesserte Auflage, Berlin 1826).
- Ludwig Georgii (Übersetzer): Menexenos. In: Erich Loewenthal (Hrsg.): Platon: Sämtliche Werke in drei Bänden, Bd. 1, unveränderter Nachdruck der 8., durchgesehenen Auflage, Wissenschaftliche Buchgesellschaft, Darmstadt 2004, ISBN 3-534-17918-8, S. 459–480.
- Rudolf Rufener (Übersetzer): Platon: Frühdialoge (= Jubiläumsausgabe sämtlicher Werke, Bd. 1). Artemis, Zürich/München 1974, ISBN 3-7608-3640-2, S. 351–373 (mit Einleitung von Olof Gigon).